# 2019年埃尔帕索枪击案
2019年埃尔帕索枪击案是在2019年8月3日北美中部时区上午约10点40分，发生在在美国德克萨斯州埃尔帕索的一家沃尔玛商店发生的大规模枪击事件。这是美国在2019年至今最致命的枪击案。目前导致23人死亡，至少23人受伤。
兇手姓名為帕特里克·伍德·克魯修斯（Patrick Wood Crusius），21歲，來自德州，在枪击案发生不久之后即被警方逮捕。他在行兇前於網路論壇8chan上發表了白人至上主義與反移民相關的宣言，並引用了基督城清真寺槍擊案作為靈感來源。2019年9月12日，帕特里克被德州大陪審團以多項謀殺罪名起訴。 2020年4月28日，在多位受害者住院多時仍傷重不治後，德州檢方宣布將尋求對帕特里克求處死刑。

## 事件
该事件发生在埃尔帕索东部的一家沃尔玛中。在当地时间上午10:40左右，该枪手携带着WASR-10步枪（半自动民用版的AK-47）进入商店，并朝人群开火 。当时商店约有3000名顾客和300名员工。
一名目击者声称枪手在进入商店前曾向停车场的顾客开枪。 许多目击者告诉记者，在被店员和其他顾客警告前，认为枪声是屋顶施工或烟火声。

## 法律動機分析
枪手帕特里克‧伍德‧克魯修斯（Patrick Wood Crusius），21歲，居住在达拉斯，是白人至上主义者，而案發地埃爾帕索80%都是拉丁裔。两名执法人员告诉美国广播公司新闻 ，枪手在审讯時告诉调查人员，想要尽可能造成更多的墨西哥人伤亡。 
警方认为发表在8chan上的名为《难以忽视的真相》的白人民族主义宣言可能是由该枪手所写。枪手在宣言中提到本次袭击针对的是美国的西班牙裔移民，认为他们正在入侵美国，而他有义务保卫自己的祖国，並表达了对克赖斯特彻奇清真寺枪击事件的支持，由此启发开展了这次枪击事件。枪手还在宣言中宣称白人种族灭绝阴谋论是他的行凶动机，并且反对“种族混合”。 

有报道称他在社交网站上追随了另类右派和亲唐纳德·特朗普的内容。民主黨普遍將責任歸咎於特朗普總統，但朱利安·卡斯特羅則认为：
該名槍手是埃爾帕索槍擊案的直接負責人 (there is one person directly responsible for the shooting in El Paso and that is the shooter)